# Lew Alexandrowitsch Schurbin
Lew Alexandrowitsch Schurbin (russisch Лев Александрович Журбин, auch Lev Zhurbin transkribiert bzw. Ljova genannt; * 18. August 1978 in Moskau) ist ein russischer Komponist, Arrangeur und Bratschist.
Der Sohn des Komponisten Alexander Schurbin und der Dichterin Irena Ginzburg hatte ab dem vierten Lebensjahr Bratschenunterricht bei Galina Turchaninowa, der Lehrerin von Maxim Vengerov und Vadim Repin. Er kam 1990 mit seinen Eltern in die USA und studierte an der Juilliard School of Music bei Samuel Rhodes, dem Bratschisten des Juilliard String Quartet.
Zhurbin komponierte mehr als 70 Werke für klassische Ensemble, Jazz- und Folkgruppen, darüber hinaus mehr als 20 Filmmusiken. 2005 nahm er am Sundance Institute's Film Composers Lab teil. 2007 war er Mitarbeiter von Osvaldo Golijov bei der Komposition der Musik zu Francis Ford Coppolas Film Youth without Youth. Nach einem Aufenthalt im kanadischen Banff Centre 2008 gab er Gastvorlesungen über Filmmusikkomposition an der New York University.
Als Bratschist leitet Zhurbin die eigene Gruppe Ljova and the Kontraband, ist Mitglied des Zigeunerorchesters Romashka und des Ensembles für zeitgenössische Musik Percussia und bildet mit Jakub Omsky das Duo Joint Custody. Als Arrangeur arbeitete er u. a. für Yo-Yo Mas Silk Road Ensemble, das Kronos Quartet, Jay-Z,  Gustavo Santaolalla, Osvaldo Golijov und Alondra de la Parra. Er spielte eine Bratsche von Alexander Tulchinsky und eine sechssaitige "Famiola" von Eric Aceto.

## Werke
- Lamentation für zwei Celli oder Bratschen, 2010
- Sicilienne für Violine oder Cello und Klavier, 2000 violin & piano (cello & piano) 2000
- Garmoshka für Kammer- oder Streichorchester, 2004
- The Vjola Suite 5 Charakterstücke für verschiedene Instrumentalensemble, 2005–07
- Sonata for Tuba and Piano, 1995
- N.Maladie für Viola und Klavier, 2005
- Fanfare für Streichquartett, 2004
- Four für vier Bratschen, 2004
- Potpourelaine für drei Violinen, 2003
- Intermezzo Sentimentale für ein oder zwei Violinen und Bratsche, 2003
- Still good, after all these Years! für Cello und Klavier, 2002
- Red Wagon Rag für Viola und Klavier, 2002
- Woody Allen Coffee Music für Streichquartett, 2001
- Windoe Cleaner für Streichquartett, 2001
- Waltz: My Heritage für Streichquartett, 2001
- Waltz: Kreislerisch für Streichquartett, 2001
- Romance Funebre für zwei Bratschen oder Violine und Viola
- 1911 für Oboe, Klarinette, Fagott und Horn, 1999
- Waltz: Agnieszka für Streichquartett, 1997
- Waltz für Streichquartett, 1997
- Concerto for a young Pianist für Klavier und Streicher oder Streichquartett, 1996
- Elegia für Cello oder Bratsche und Klavier, 1995
- Night an Day für Streichquartett, 1993–94
- Duet für Violine und Viola, 1995
- Morgenmusik für Streichquartett, 1994–95
- String Quartet #0 "Madhouse, 1994

## Weblink
- Homepage von Ljova

| Personendaten    | Personendaten                                                                       |
| ---------------- | ----------------------------------------------------------------------------------- |
| NAME             | Schurbin, Lew Alexandrowitsch                                                       |
| ALTERNATIVNAMEN  | Ljova; Журбин, Лев Александрович (russisch); Zhurbin, Lev (englische Transkription) |
| KURZBESCHREIBUNG | russischer Komponist und Bratschist                                                 |
| GEBURTSDATUM     | 18. August 1978                                                                     |
| GEBURTSORT       | Moskau                                                                              |